# Роды семейства Ивовые
Список составлен на основе данных сайта The Plant List.

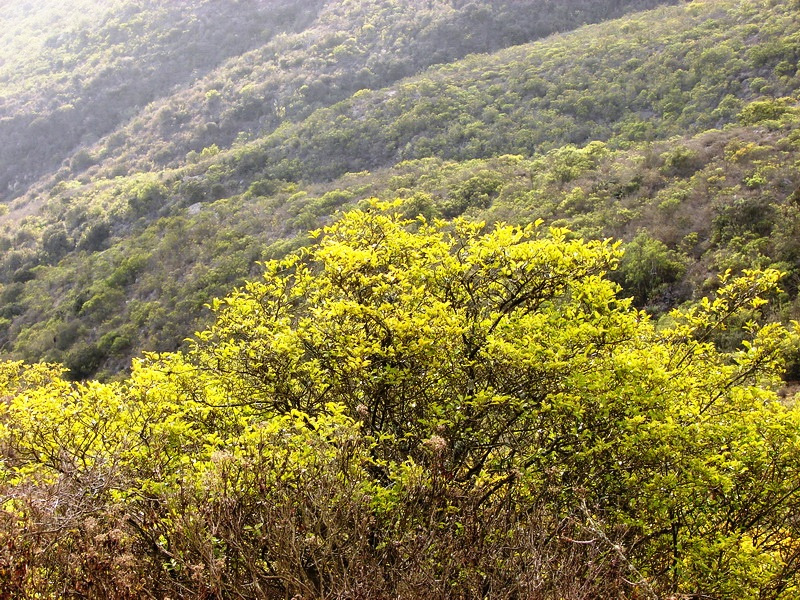
Azara celastrina

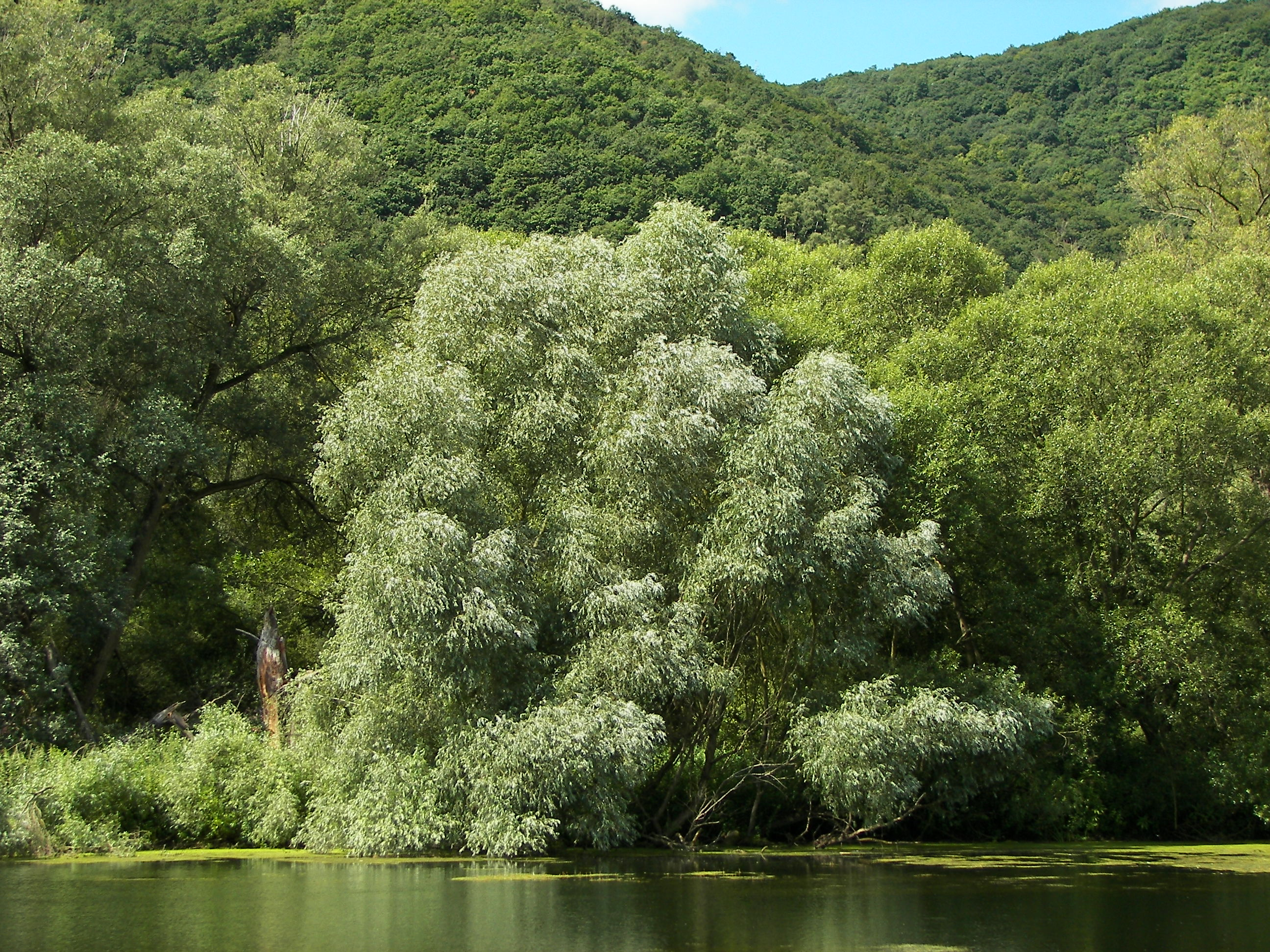
Ива белая (Salix alba) — типовой вид рода Ива

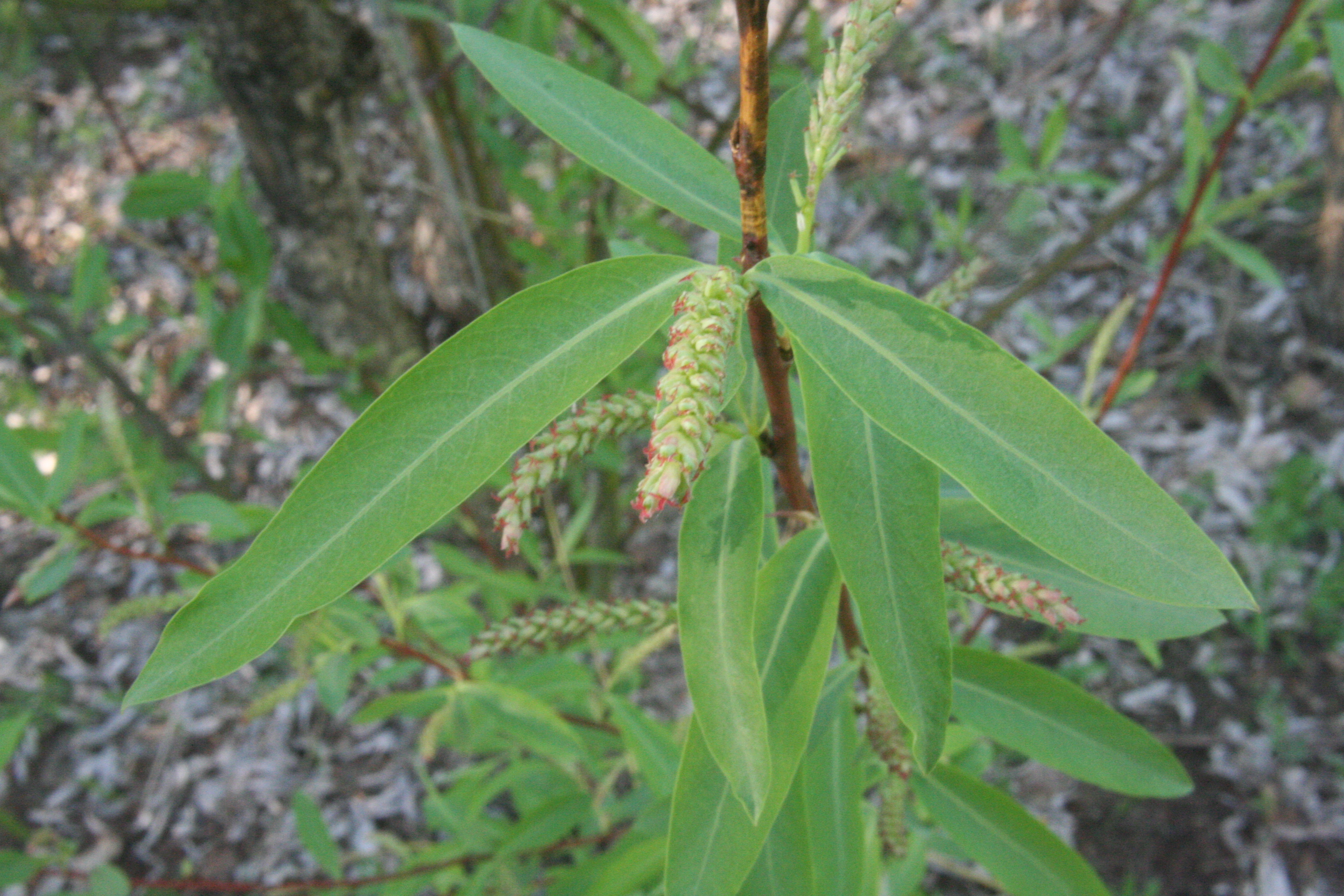
Чозения толокнянколистная — единственный вид рода Чозения

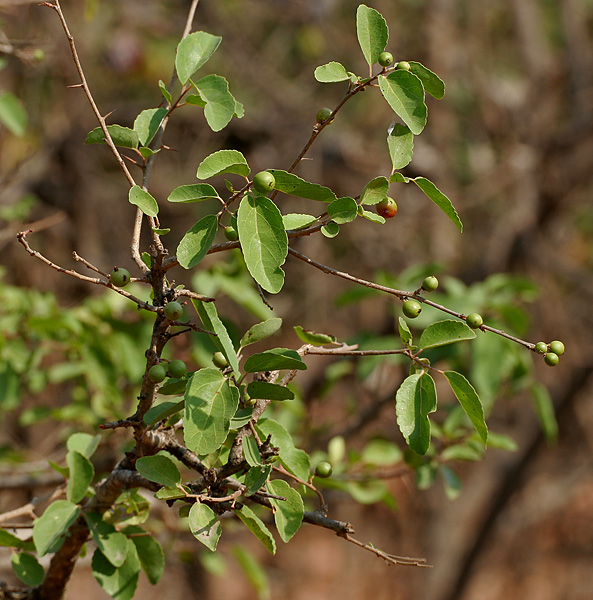
Флакуртия индийская

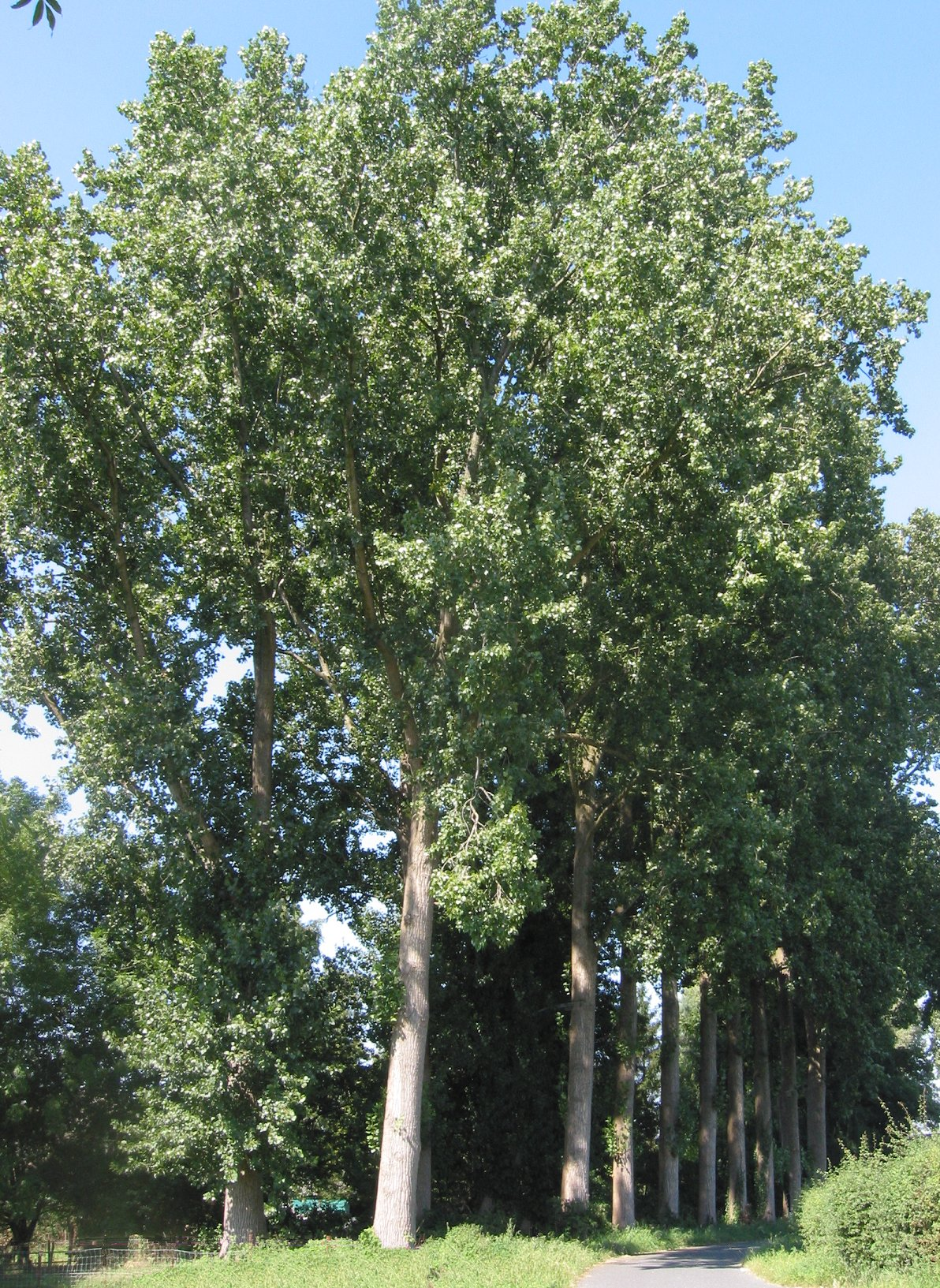
Тополь канадский

- Abatia — Абатия
- Aberia
- Ahernia
- Aigeiros
- Azara — Азара
- Banara
- Bartholomaea
- Bembicia — Бембиция
- Bennettiodendron
- Bivinia
- Calantica
- Carrierea
- Casearia — Казеария
- Chosenia — Чозения
- Craepaloprumnon
- Dovyalis
- Euceraea
- Flacourtia — Флакуртия
- Gossypiospermum
- Guidonia
- Hasseltia
- Hasseltiopsis
- Hecatostemon
- Homalium — Гомалиум
- Idesia — Идезия
- Itoa — Итоа
- Laetia
- Lasiochlamys
- Ludia
- Lunania
- Macrohasseltia
- Macrothumia
- Neopringlea
- Neoptychocarpus
- Neosprucea
- Olmediella
- Oncoba
- Phyllobotryon
- Pineda
- Pleiarina
- Pleuranthodendron
- Poliothyrsis — Полиотирпис
- Populus — Тополь
- Prockia
- Pseudoscolopia — Псевдосколопия
- Ryania — Риания
- Salix — Ива
- Samyda
- Scolopia — Сколопия
- Tetrathylacium
- Tisonia
- Toisusu
- Trimeria
- Xylosma — Ксилосма
- Zuelania — Суелания